# Castlebourne Folly
Die Castlebourne Folly ist eine Folly im Dorf Belbroughton in der englischen Grafschaft Worcestershire. Sie entstand Ende des 18. Jahrhunderts, wie die ähnliche Folly Clent Castle im 3,5 km entfernten Dorf Clent. Mitte des 19. Jahrhunderts wurde ein Landhaus namens Castlebourne (ursprünglich: Castle Bourne) im Stil einer gotischen Burg in der Nähe der Folly errichtet und mit ihr durch eine 18 Meter lange und 5,4 Meter hohe Mauer mit Torbogen verbunden. Folly, Mauer und Villa wurden von English Heritage als historische Gebäude II. Grades gelistet.

## Beschreibung
Die Folly und das spätere Haus wurden auf einem Mound gebaut. Die Folly hat einen quadratischen Grundriss mit drei Jochen. Die beiden äußeren Joche werden durch zweistöckige Ecktürme gebildet. An der Südseite besitzen die Türme im Erdgeschoss Spitzbogenfenster, von denen einige blind sind, und im Obergeschoss kleeblattförmige Fenster mit darüber angebrachten Reliefen in Form von Malteserkreuzen. Das mittlere Joch hat eine linde Eingangstür mit Spitzbogen, einem darüber angebrachten Relief und Rücksprüngen. In dem Stockwerk über dem Eingang befindet sich ein blindes Fenster. Das Dach ist schiefergedeckt und hat eine Brüstung mit Zinnen. Die Mauer, die die Folly mit dem Haus verbindet, verläuft nach Südwesten und hat eine zinnenbewehrte Brüstung über einem verzierten Gesims.